# Flammhemmung
Als Flammhemmung wird die Eigenschaft eines brennenden Stoffes bezeichnet, nach Entfernen der Zündquelle innerhalb kurzer Zeit selbstständig zu verlöschen, das heißt nicht weiterzubrennen. Solche Stoffe werden auch mit den Attributen flammhemmend oder selbstverlöschend gekennzeichnet. Der Begriff bezieht sich in Deutschland in der Regel auf die DIN 4102 und das Brandverhalten von Textilien, Kunststoffen oder Baustoffen.